# Nick Gwiazdowski
Nicholas Edward „Nick” Gwiazdowski (ur. 30 grudnia 1992) – amerykański zapaśnik walczący w stylu wolnym. Brązowy medalista mistrzostw świata w 2017 i 2018. Triumfator igrzysk panamerykańskich w 2019. Mistrz panamerykański w 2018 i 2019; drugi w 2022. Pierwszy w Pucharze Świata w 2018 i drugi w 2017 roku.
Zawodnik New York Athletic Club, Duanesburg High School z Delanson, Binghamton University i North Carolina State University. Cztery razy All-American (2012 – 2016) w NCAA Division I; pierwszy w 2014 i 2015; drugi w 2016; ósmy w 2012 roku.